# 今井裕介 (ローイング選手)
今井 裕介（いまい ゆうすけ、1982年1月7日 - ）は日本の男子ボート選手（ローイング選手）。長野県出身。
長野県岡谷南高等学校、中央大学卒。NTT東日本-東京所属。

## 成績
- 2005年世界ボート選手権 (岐阜県) 軽量級エイト2位
- 2008年全日本選手権競漕大会　エイト3位
- 2008年全日本社会人選手権　　エイト、舵手なしフォア 優勝
- 2009年世界ボート選手権 (ポズナン) 軽量級エイト4位
- 2009年全日本軽量級選手権　エイト 優勝